# Leopold Malaník
Leopold Malaník (20. července 1911 – ?) byl český fotbalový útočník a atlet.
Na konci 20. let 20. století byl členem atletického klubu Moravské Slavie Brno, ve 30. letech za klub nastupoval i v nejvyšší fotbalové soutěži.

## Hráčská kariéra
V československé lize hrál za Moravskou Slaviu Brno ve dvanácti zápasech, v nichž vstřelil dvě prvoligové branky. Do „Morendy“ přišel z SK Husovice.

### Prvoligová bilance
| Ročník          | Zápasy | Góly | Minuty | Klub                    |
| --------------- | ------ | ---- | ------ | ----------------------- |
| I. liga 1936/37 | 12     | 2    | –      | SK Moravská Slavia Brno |
| CELKEM I. LIGA  | 12     | 2    | –      |                         |